# ويرتون
ويرتون (فيرجينيا الغربية) (بالإنجليزية: Weirton, West Virginia) هي مدينة تقع في الولايات المتحدة في فيرجينيا الغربية. يقدر عدد سكانها بـ 19,746 نسمة ومساحتها 49.88 كم2 وترتفع عن سطح البحر 230 متر.

## التركيبة السكانية
قام مكتب تعداد الولايات المتحدة بتحديد بيانات التركيبة السكانية لويرتونفي تعداد الولايات المتحدة. في ما يلي، التركيبة السكانية حسب تعدادي 2000 و2010.

### تعداد عام 2000
بلغ عدد سكان ويرتون 20,411 نسمة بحسب تعداد عام 2000، وبلغ عدد الأسر 8,958 أسرة وعدد العائلات 5,885 عائلة مقيمة في المدينة. في حين سجلت الكثافة السكانية 1,142.2 نسمة لكل ميل مربع (441.0/كم2). وبلغ عدد الوحدات السكنية 9,546 وحدة بمتوسط كثافة قدره 534.2 نسمة لكل ميل مربع (206.3/كم2).
وتوزع التركيب العرقي للمدينة بنسبة 94.52% من البيض و 0.11% من الأمريكيين الأصليين و 0.59% من الأمريكيين ذوي الأصول الآسيوية و 0.01% من سكان جزر المحيط الهادئ و 3.86% من الأمريكيين الأفارقة و 0.77% من عرقين مختلطين أو أكثر.
بلغ عدد الأسر 8,958 أسرة كانت نسبة 23.8% منها لديها أطفال تحت سن الثامنة عشر تعيش معهم، وبلغت نسبة الأزواج القاطنين مع بعضهم البعض 51.4% من أصل المجموع الكلي للأسر، ونسبة 10.6% من الأسر كان لديها معيلات من الإناث دون وجود شريك، وكانت نسبة 34.3% من غير العائلات. تألفت نسبة 30.8% من أصل جميع الأسر من أفراد ونسبة 15.9% كانوا يعيش معهم شخص وحيد يبلغ من العمر 65 عاماً فما فوق. وبلغ متوسط حجم الأسرة المعيشية 2.79، أما متوسط حجم العائلات فبلغ 2.25.
بلغ العمر الوسطي للسكان 44 عاماً. وكانت نسبة 19.2% من القاطنين تحت سن الثامنة عشر، وكانت نسبة 6.6% بين الثامنة عشر والأربعة وعشرون عاماً، ونسبة 26.5% كانت واقعةً في الفئة العمرية ما بين الخامسة والعشرون حتى والأربعة وأربعون عاماً، ونسبة 25.4% كانت ما بين الخامسة والأربعون حتى الرابعة والستون، ونسبة 22.3% كانت ضمن فئة الخامسة والستون عاماً فما فوق. يوجد لكل 100 أنثى 88.6 ذكر، ويوجد لكل 100 أنثى في الثامنة عشر من عمرها فما فوق 85.6 ذكر.
بلغ متوسط دخل الأسرة في المدينة 35,212 دولار، أما متوسط دخل العائلة فبلغ 42,466 دولار. وكان متوسط دخل الذكور 37,129 دولار مقابل 19,745 دولار للإناث. وسجل دخل الفرد الخاص بالمدينة 18,853 دولار. وكانت نسبة 8.0% من العائلات ونسبة 10.3% من السكان تحت خط الفقر، وكان من هؤلاء نسبة 14.0% تحت سن الثامنة عشر ونسبة 7.9% في الخامسة والستين من العمر وما فوق.

### تعداد عام 2010
بلغ عدد سكان ويرتون 19,746 نسمة بحسب تعداد عام 2010، وبلغ عدد الأسر 8,839 أسرة وعدد العائلات 5,507 عائلة مقيمة في المدينة. في حين سجلت الكثافة السكانية 1,094.0 نسمة لكل ميل مربع (422.4/كم2). وبلغ عدد الوحدات السكنية 9,645 وحدة بمتوسط كثافة قدره 534.3 لكل ميل مربع (206.3/كم2).
وتوزع التركيب العرقي للمدينة بنسبة 93.7% من البيض و 0.1% من الأمريكيين الأصليين و 0.5% من الأمريكيين ذوي الأصول الآسيوية و 3.9% من الأمريكيين الأفارقة و 1.6% من عرقين مختلطين أو أكثر.
بلغ عدد الأسر 8,839 أسرة كانت نسبة 24.8% منها لديها أطفال تحت سن الثامنة عشر تعيش معهم، وبلغت نسبة الأزواج القاطنين مع بعضهم البعض 44.8% من أصل المجموع الكلي للأسر، ونسبة 13.0% من الأسر كان لديها معيلات من الإناث دون وجود شريك، بينما كانت نسبة 4.5% من الأسر لديها معيلون من الذكور دون وجود شريكة وكانت نسبة 37.7% من غير العائلات. تألفت نسبة 32.9% من أصل جميع الأسر من أفراد ونسبة 15.1% كانوا يعيش معهم شخص وحيد يبلغ من العمر 65 عاماً فما فوق. وبلغ متوسط حجم الأسرة المعيشية 2.78، أما متوسط حجم العائلات فبلغ 2.22.
بلغ العمر الوسطي للسكان 46 عاماً. وكانت نسبة 19.4% من القاطنين تحت سن الثامنة عشر، وكانت نسبة 6.3% بين الثامنة عشر والأربعة وعشرون عاماً، ونسبة 23% كانت واقعةً في الفئة العمرية ما بين الخامسة والعشرون حتى والأربعة وأربعون عاماً، ونسبة 30.8% كانت ما بين الخامسة والأربعون حتى الرابعة والستون، ونسبة 20.6% كانت ضمن فئة الخامسة والستون عاماً فما فوق. وتوزع التركيب الجنسي للسكان بنسبة 47.3% ذكور و52.7% إناث.